# Guatemalai polgárháború
A guatemalai polgárháború Közép-Amerika egyik leghosszabb és legvéresebb konfliktusa volt 1960 és 1996 között, amely a guatemalai kormány és különböző baloldali gerillaszervezetek között zajlott. A konfliktus 36 éven át tartott, és több mint 200 000 ember életét követelte, miközben emberek százezrei váltak földönfutóvá. Az erőszakos eseményeket gyakran jellemezte a civil lakosság elleni széles körű emberi jogi visszaélések sora, beleértve tömegmészárlásokat, kényszertáborokat és az őslakos maja közösségek szisztematikus üldözését.

## Előzmények
A polgárháború kiváltó okai az országban meglévő mély társadalmi, gazdasági és politikai egyenlőtlenségek voltak. A konfliktus közvetlen előzménye az Egyesült Államok által támogatott 1954-es puccs volt, amely megdöntötte a demokratikusan megválasztott Jacobo Árbenz Guzmán elnököt. Árbenz földreformjai és más progresszív politikái sértették az amerikai és helyi gazdasági elit érdekeit, ami a hidegháború geopolitikai klímájában a "kommunizmus elleni harc" égisze alatt puccshoz vezetett.
A puccsot követően katonai rezsimek vették át az uralmat Guatemalában, amelyek korruptak és erőszakosak voltak. Az ellenállás különböző csoportjai – köztük baloldali mozgalmak és gerillahadseregek – az 1960-as évek elején kezdték megszervezni magukat, hogy harcoljanak a rezsim ellen.

## A konfliktus szakaszai
- Kezdeti szakasz (1960–1970-es évek)

Az első években a gerillacsoportok kisebb katonai akciókkal próbálták aláásni a kormány hatalmát. Ebben az időszakban még főként városi értelmiségiek és egyetemi csoportok alkották a gerillák magját.
- Kiterjedt erőszak (1980-as évek)

Az 1980-as évek voltak a konfliktus legvéresebb időszaka. A katonai kormányok – különösen Efraín Ríos Montt diktatúrája alatt – brutális ellenintézkedéseket vezettek be, amelyek célja a gerillák támogatói bázisának felszámolása volt. Ezt gyakran az őslakos maja közösségekkel szemben hajtották végre, tömegmészárlásokat és "föld-égetési" taktikát alkalmazva.
- Béketárgyalások és lezárás (1990–1996)

A hidegháború végével a nemzetközi közösség nyomására Guatemalában is megkezdődtek a béketárgyalások. Az 1996-ban aláírt békemegállapodás hivatalosan véget vetett a háborúnak. A megállapodások értelmében politikai reformokat és emberi jogi vizsgálatokat ígértek.

## Áldozatok és emberi jogi visszaélések
Az ENSZ által felállított igazságügyi bizottság szerint a konfliktus során elkövetett gyilkosságok és emberi jogi jogsértések 93%-áért az állami erők és azok paramilitáris csoportjai voltak felelősek. Az áldozatok nagy része az ország őslakos maja lakosságából került ki.

## Következmények
A polgárháború hatásai máig érezhetők Guatemalában. Bár a békemegállapodásokat aláírták, a társadalmi és gazdasági egyenlőtlenségek továbbra is fennállnak. Az emberi jogi vizsgálatok és az igazságszolgáltatás előrelépései ellenére számos háborús bűnös soha nem került bíróság elé.